# Binnenmaas
Binnenmaas (anhörenⓘ) war eine Gemeinde in der niederländischen Provinz Südholland. Sie wurde zum 1. Januar 2019 mit den Kommunen Cromstrijen, Korendijk, Oud-Beijerland sowie Strijen zur neuen Gemeinde Hoeksche Waard zusammengelegt.

## Lage und Wirtschaft

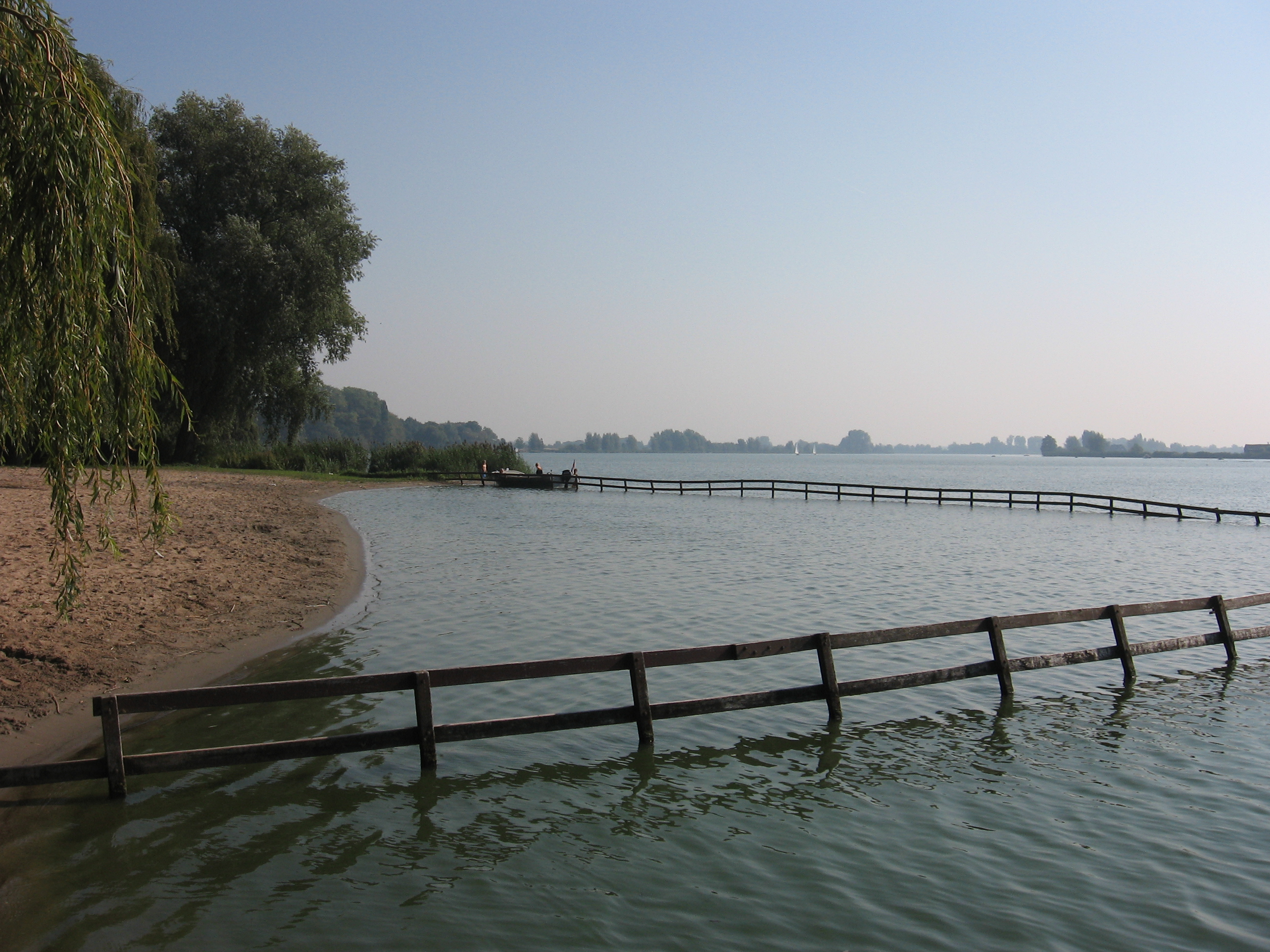
Binnenmaas-See

Die Gemeinde bildet den Nordosten der Insel „Hoeksche Waard“ und liegt nicht weit von Dordrecht. Sie liegt um einen langgestreckten, schmalen See, „Binnenbedijkte Maas“ oder „Binnenmaas“ genannt. Dieser See war bis 1270 ein Flussarm der Maas.
Viele Einwohner pendeln täglich zur Arbeit nach Dordrecht oder Rotterdam. Auch der Tourismus und der Acker- und Gartenbau sind bedeutend. Darüber hinaus gibt es in der Gemeinde eine große Zuckerfabrik.

## Politik

### Fusion
Die Gemeinden Binnenmaas, Cromstrijen, Korendijk, Oud-Beijerland und Strijen wurden zum 1. Januar 2019 zu einer neuen Gemeinde mit dem Namen Hoeksche Waard zusammengeschlossen.

### Sitzverteilung im Gemeinderat
Die Kommunalwahlen vom 19. März 2014 ergaben folgende Sitzverteilung:
| Partei                      | Sitze | Sitze | Sitze | Sitze |
| Partei                      | 2002  | 2006  | 2010  | 2014  |
| --------------------------- | ----- | ----- | ----- | ----- |
| Gemeentebelangen Binnenmaas | 4     | 6     | 6     | 7     |
| CDA                         | 3     | 4     | 5     | 5     |
| VVD                         | 4     | 3     | 3     | 3     |
| SGP                         | 2     | 2     | 2     | 2     |
| PvdA                        | 3     | 4     | 3     | 2     |
| D66                         | 1     | 0     | 1     | 1     |
| ChristenUnie                | —     | 1     | —     | 1     |
| GroenLinks                  | —     | 1     | 1     | 0     |
| PPNL                        | —     | —     | —     | 0     |
| Nieuw Rechts                | —     | 0     | —     | —     |
| Gesamt                      | 17    | 21    | 21    | 21    |

Aufgrund der Fusion zum 1. Januar 2019 fanden die Wahlen für den Rat der neuen Gemeinde Hoeksche Waard am 21. November 2018 statt.

### Bürgermeister
Seit 2007 ist André Borgdorff (CDA) amtierender Bürgermeister der Gemeinde. Zu seinem Kollegium zählen die Beigeordneten Arie Mol (Gemeentebelangen Binnenmaas), Henk van Etten (CDA), Leon van Noort (VVD) sowie der Gemeindesekretär Rob Brekelmans.

### Politische Gliederung
Seitdem die vormals selbstständige Gemeinde ’s-Gravendeel am 1. Januar 2007 der Gemeinde Binnenmaas angegliedert worden ist, wird die Gemeinde in folgende Ortsteile aufgeteilt:
| Nr.      | Ort             | Einwohner |
| -------- | --------------- | --------- |
| 00       | Heinenoord      | 3.565     |
| 01       | Mijnsheerenland | 4.380     |
| 02       | Westmaas        | 2.035     |
| 03       | Maasdam         | 3.290     |
| 04       | Puttershoek     | 6.910     |
| 05       | ’s-Gravendeel   | 8.925     |
| Gemeinde | Gemeinde        | 29.122    |

1. ↑  Bezirksnummer
2. ↑  (Stand: 1. Januar 2017)

### Partnerschaften
Die Gemeinde hatte bis 2017 eine Städtepartnerschaft mit der deutschen Gemeinde Mossautal im Odenwald.

## Sehenswürdigkeiten
Die Dörfer in der Gemeinde haben fast alle eine alte Dorfkirche, meistens aus dem 15., 16. oder 17. Jahrhundert. Auch gibt es viele monumentale Bauernhöfe und einige schlossartige Herrenhäuser aus dem 17. und 18. Jahrhundert. Die Gemeinde Binnenmaas fördert den Tourismus stark. Es gibt einige kleine Erholungsstrände und Surfgelegenheiten.
Das Heimatmuseum (Streekmuseum Hoekse Waard) in Heinenoord ist in einem alten Herrenhaus und einem benachbarten, aus dem 17. Jahrhundert stammenden Bauernhof beheimatet. Das Heimatmuseum stellt die Geschichte der Region dar.
Die kleinen Deiche im Polder sind vor allem im Frühsommer für eine Radtour geeignet.

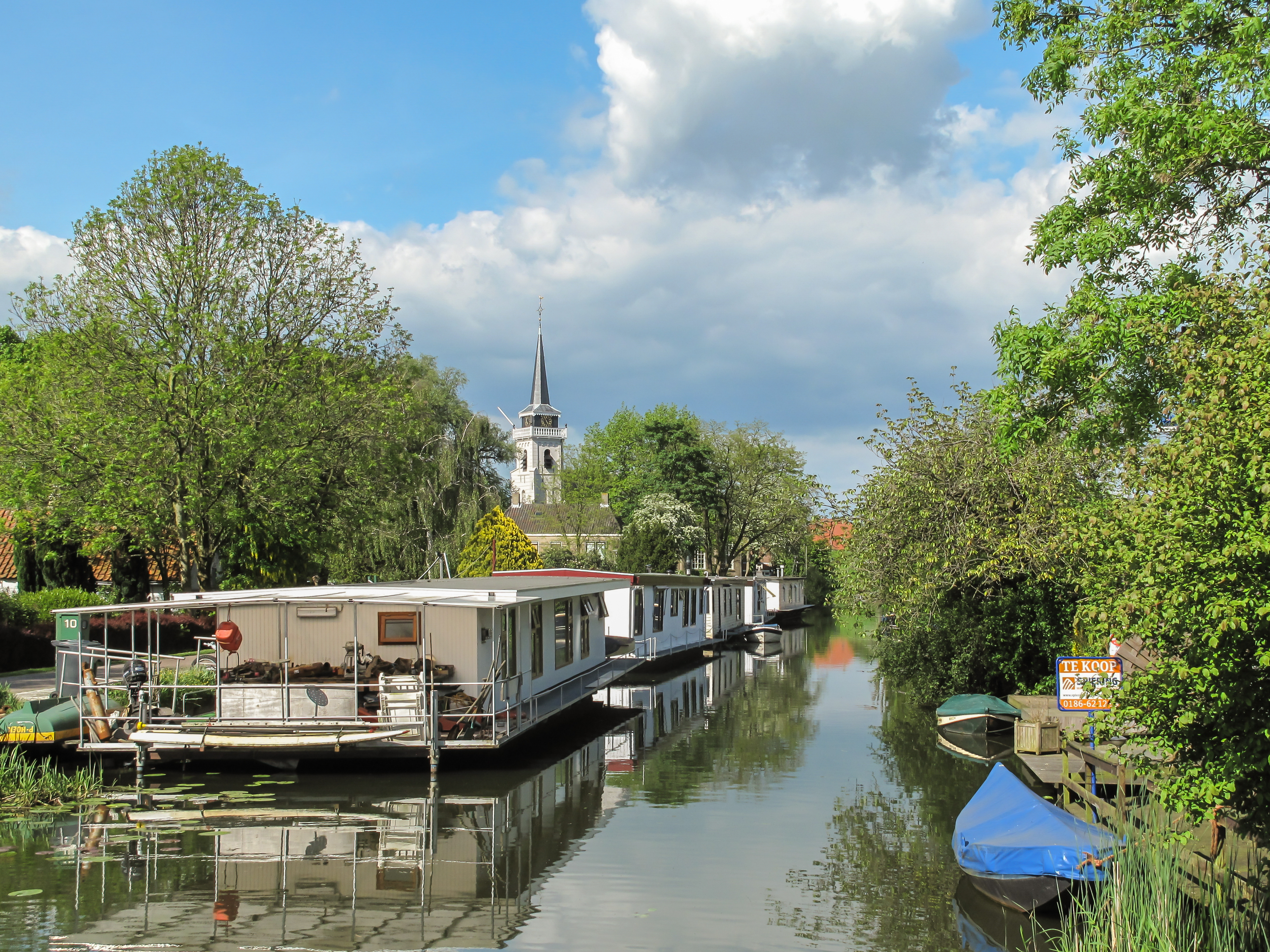
Puttershoek, Kanal und Kirche im Hintergrund
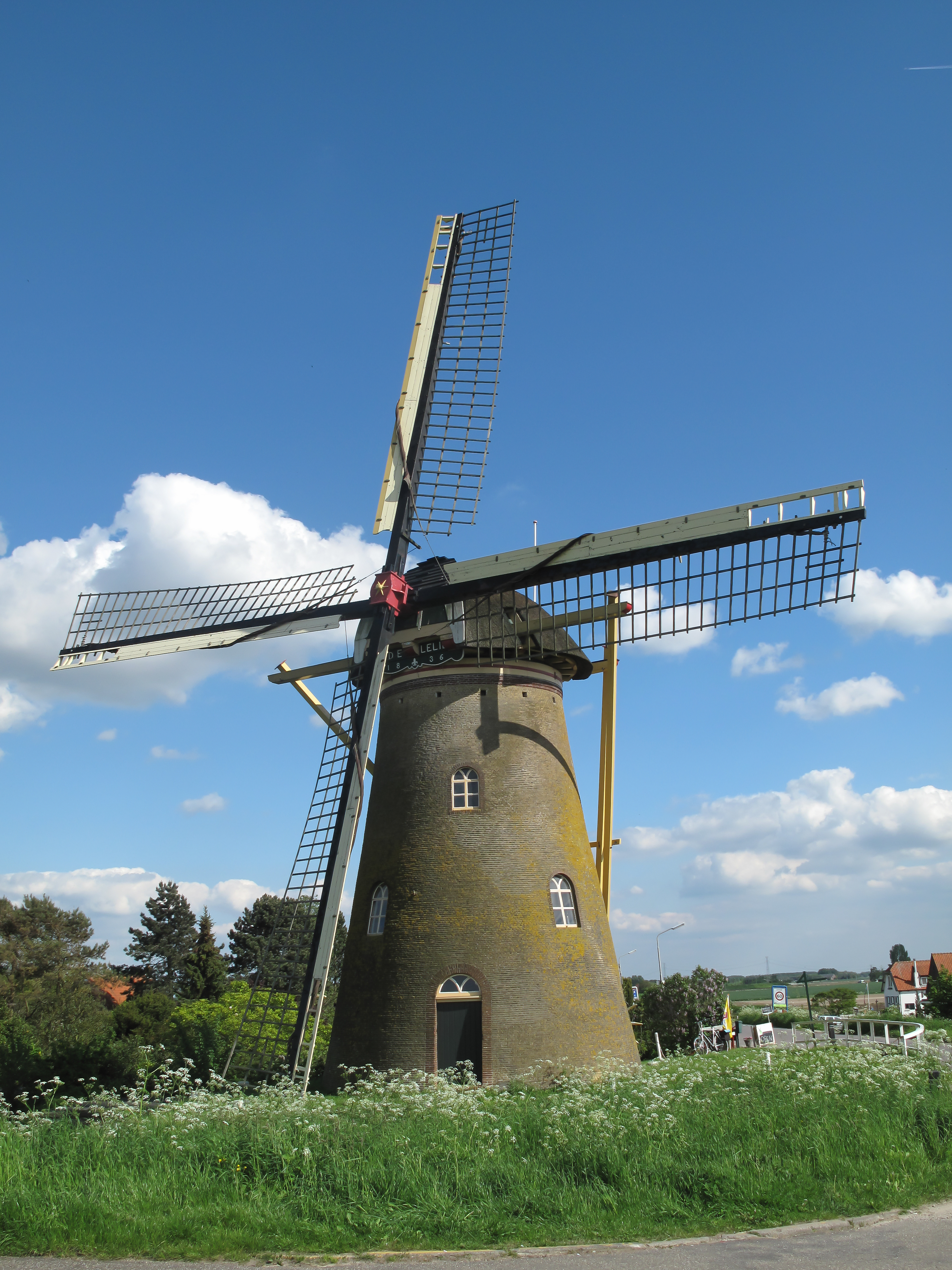
Puttershoek, Mühle: korenmolen de Lelie
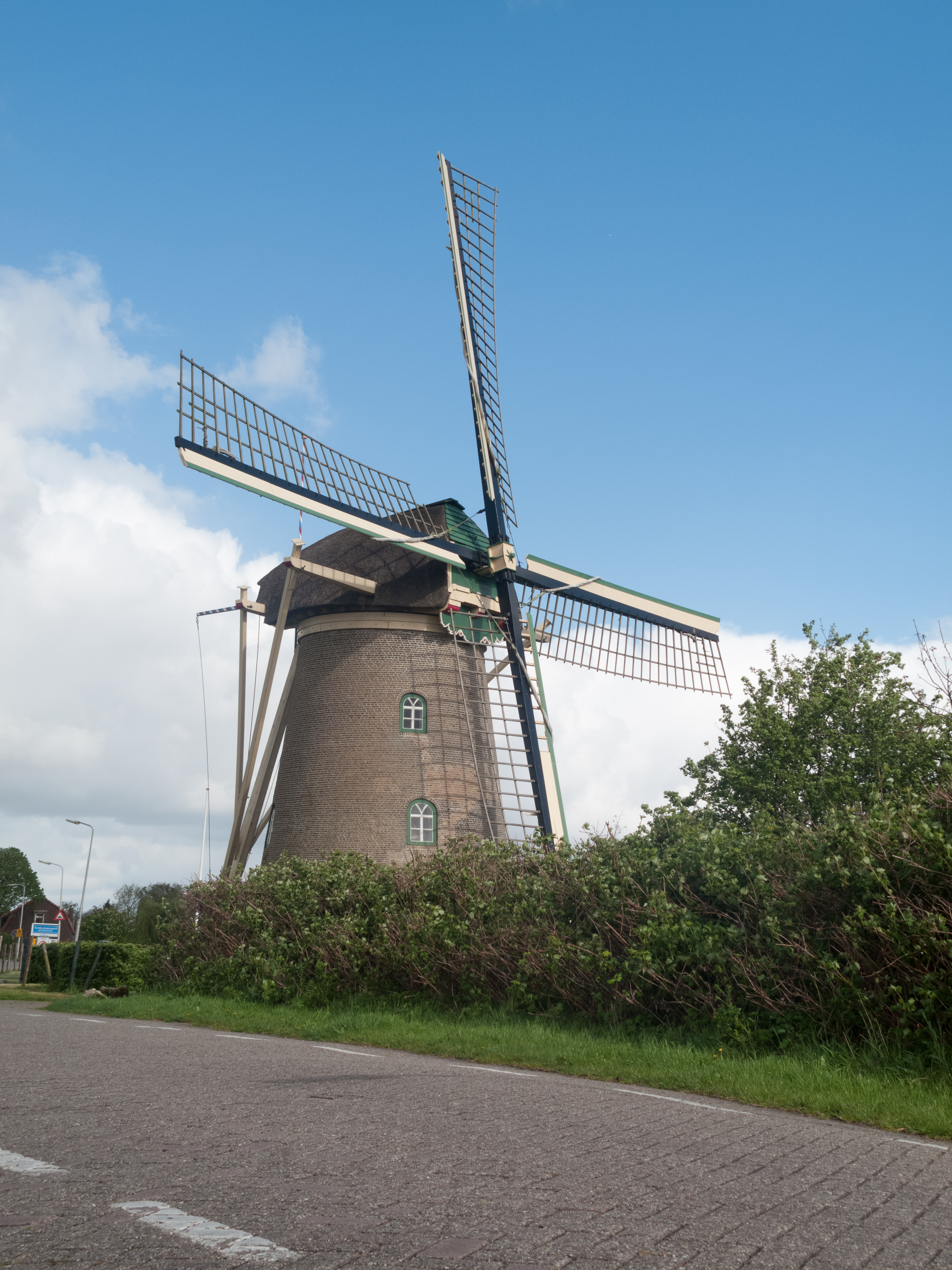
Goidschalxoord, Mühle: de molen van Goidschalxoord

## Persönlichkeiten
Puttershoek ist in den ganzen Niederlanden als Heimatort von Kees Verkerk bekannt, der als einer der ersten Niederländer  1966 und 1967 Weltmeister im Eisschnelllauf wurde. Sein Vater war Inhaber der Dorfkneipe.  Bernardus Dirks Eerdmans wurde evangelischer Theologe und Politiker. Er war der Sohn eines hier tätigen Pfarrers.